# Schmidtsiepen (Schlemme)
Der Schmidtsiepen ist ein etwa knapp einen Kilometer langer Bach im Märkischen Oberland, der auf dem Gebiet der Kleinstadt Halver verläuft. Er ist ein nordnordwestlicher und orografisch linker Zufluss der Schlemme im nordrhein-westfälischen Märkischen Kreis.

## Geographie

### Verlauf
Der Schmidtsiepen entspringt auf einer Höhe von etwa 354 m ü. NHN in einem Wäldchen am  Ostrand der gleichnamigen Hofschaft etwa 40 Meter südlich der L 892 (Heerstraße). 
Er durchfließt zunächst in östlicher Richtung zwei winzige Teiche und läuft dann in ostsüdöstlicher Richtung ungefähr 300 m durch die Felder der Flur Vahlefeld. Bei einem kleinen Sumpf am westlichen Fuße des Staklenbergs biegt er scharf nach Süden ab.
Er unterquert noch die Gleisanlagen der Schleifkottenbahn und mündet schließlich auf einer Höhe von 320 m ü. NHN beim Herweger Schleifkotten von links in die aus dem Westen heranziehende Schlemme. Knapp hundert Meter östlich mündet auf der anderen Seite der Gülkessiepen in die Schlemme.
Der etwa 0,8 km langer Lauf des Schmidtsiepens endet ungefähr 34 Höhenmeter unterhalb seiner Quelle, er hat somit ein mittleres Sohlgefälle von etwa 43 ‰.

### Einzugsgebiet
Das Einzugsgebiet des Schmidtsiepens liegt im Märkischen Oberland und wird durch ihn über die Schlemme, die Volme, die Ruhr und den Rhein zur Nordsee entwässert. 
Es besteht zum großen Teil aus landwirtschaftlichen Nutzflächen. Das Quellgebiet und der östliche Bereich der Mündung sind bewaldet.